# Graphis serpens
Graphis serpens är en lavart som beskrevs av Fée. Graphis serpens ingår i släktet Graphis och familjen Graphidaceae.   Inga underarter finns listade i Catalogue of Life.